# Rezerwat przyrody Gogolewko
Rezerwat przyrody Gogolewko – rezerwat torfowiskowy położony na terenie gminy Dębnica Kaszubska w powiecie słupskim w województwie pomorskim.
Obszar chroniony utworzony został 7 kwietnia 2018 r. na podstawie Zarządzenia Regionalnego Dyrektora Ochrony Środowiska w Gdańsku z dnia 21 marca 2018 r. w sprawie uznania za rezerwat przyrody „Gogolewko” (Dz. Urz. Woj. Pom. 2018.1131), jest jednym z najmłodszych polskich rezerwatów.

## Położenie
Rezerwat obejmuje 37,51 ha powierzchni na terenie obszaru ewidencyjnego Gogolewko (działki nr 16, 139/2, 161/2, 192, 434). Jest otoczony przez otulinę o powierzchni 75,10 ha, sięgającą aż do zabudowań Gogolewka (sam rezerwat znajduje się kilkaset metrów na południe od tej miejscowości). Obszar chroniony położony jest na terenie specjalnego obszaru ochrony siedlisk Dolina Słupi PLB220002, chronionego w ramach sieci Natura 2000, oraz w obrębie otuliny Parku Krajobrazowego Dolina Słupi i Nadleśnictwa Łupawa.

## Charakterystyka

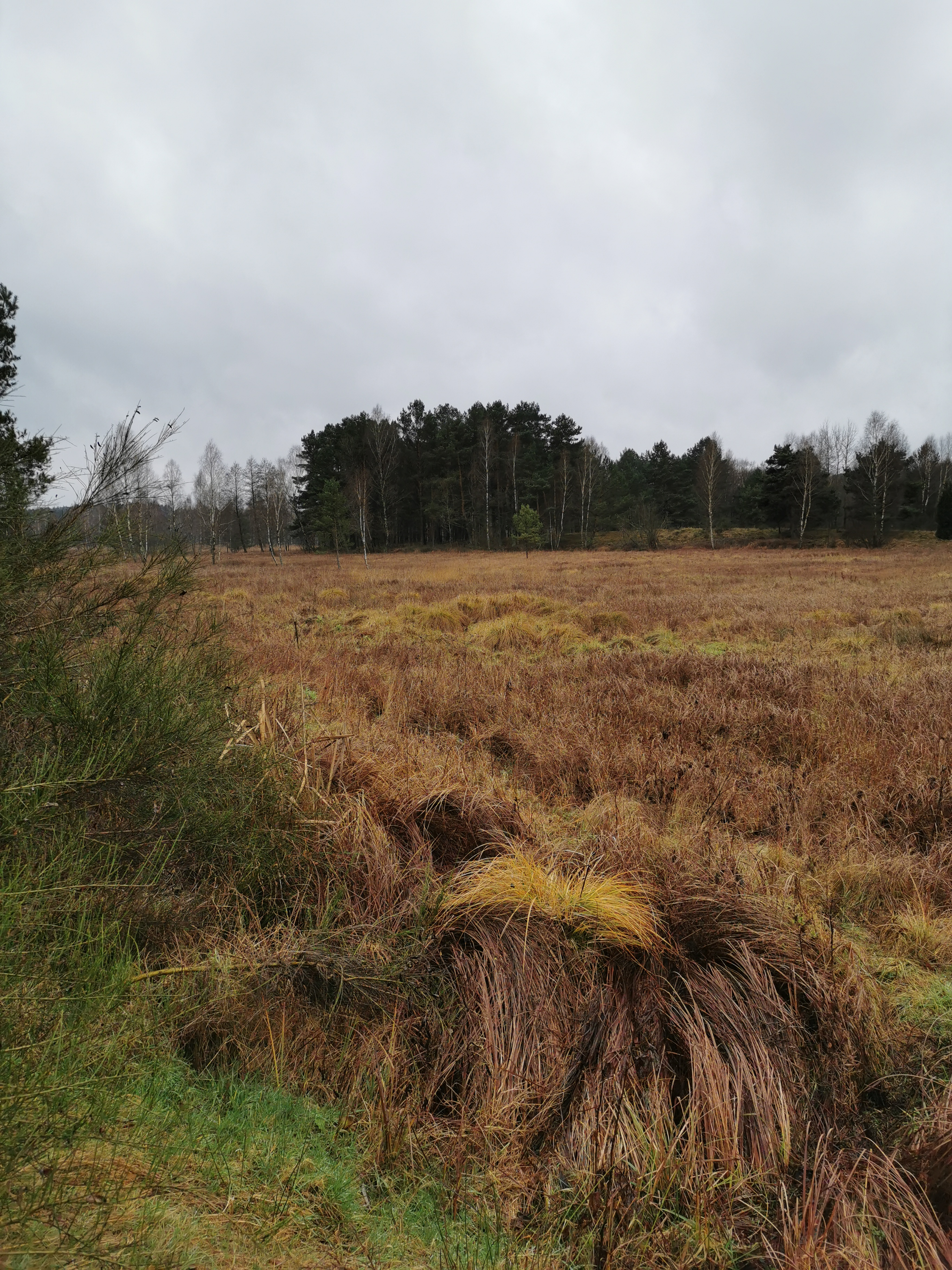
Torfowisko alkaliczne w rezerwacie przyrody „Gogolewko” w grudniu 2019

Celem ochrony rezerwatu jest „zachowanie kompleksu torfowisk soligenicznych oraz łąk wraz z charakterystycznymi dla tych ekosystemów biocenozami”. Jest to teren dawnego jeziora, który później wykorzystywany był rolniczo i melioracyjnie; przebiega przezeń ponadto niewielka Struga Gogolewska. Dopiero około 2003 w wyniku analizy zdjęć satelitarnych oceniono ten obszar jako cenny przyrodniczo. Dawna misa jeziora wypełniona została osadami torfowymi o średniej miąższości 1,5 m, pod którymi znajdują się pokłady gytii organiczno-wapiennej i wapiennej. W rezerwacie chronione są alkaliczne torfowiska niskie, na terenie których zachodzą fitocenozy turzycowo-mszyste i łąkowe oraz akumulacja nowego torfu. Na terenie torfowiska od 2003 prowadzona jest ochrona czynna, polegająca na podnoszeniu w nim poziomu wody z użyciem zastawek i rowów, a także wykaszaniu i odkrzaczaniu w cyklu dwuletnim (głównie przez usuwanie brzóz i wierzb). Rozszerzenie ochrony nastąpiło w 2013, gdy zaczął ją realizować pomorski Klub Przyrodników w ramach projektu „Ochrona torfowisk alkalicznych (7230) w młodoglacjalnym krajobrazie Polski północnej”.
W granicach torfowiska zidentyfikowano 186 gatunków roślin, z czego 26 stanowią gatunki zagrożone wyginięciem w skali kraju i regionu, m.in. kukułki (szerokolistna, Fuchsa i krwista), kruszczyk błotny, podkolan biały, gnieźnik jajowaty, bobrek trójlistkowy, turzyca obła, mszaki brunatne – sierpowiec błyszczący (Drepanocladus vernicosus), błyszcze włoskowate (Tomentypnum nitens), błotniszek wełnisty (Helodium blandowii), mszar krokiewkowy (Paludella squarrosa) – oraz torfowce – kończysty (Sphagnum fallax), frędzlowany (Sphagnum fimbriatum), Russowa (Sphagnum russowii), czerwonawy (Sphagnum rubellum), nastroszony (Sphagnum squarrosum), obły (Sphagnum teres), ostrolistny (Sphagnum nemoreum, Sphagnum capillifolium), błotny (Sphagnum palustre) i brodawkowaty (Sphagnum papillosum).
W 2018 i 2019 wyznaczano dla rezerwatu zadania ochronne, objęto też jego całość ochroną czynną.